# Керийски фар
Керийският фар (на естонски: Keri tuletorn) е морски фар разположен на остров Кери, Естония във Финския залив на Балтийско море.
Първоначално фарът е изграден през 1724 година като дървена кула. В началото на 19 век е преустроен като дървена кула върху масивна каменна основа.
Сегашната конструкция с височина 31 m е построена през 1858 година, когато върху старата каменна основа е издигната нова желязна кула. През 1990 година каменната основа е подсилена със стоманена конструкция.
Между 1907 и 1912 година Керийският фар е единственият в света, захранван с природен газ.